# Tato Grigalashvili
Tato Grigalashvili   (Gori, Geòrgia, 1 de desembre de 1999) és un judoka georgià que competeix en la categoria de pes semi mitjà (actualment -81kg). Ha participat en 2 Olimpíades, guanyant la medalla de plata en els Jocs Olímpics de París. A més, ha guanyat 5 medalles (3 d'or) en els Campionats del Món i 5 medalles (3 d'or) en els Campionats d'Europa.

## Trajectòria professional
| Jocs Olímpics      | Jocs Olímpics | Jocs Olímpics | Jocs Olímpics |
| Any                | Seu           | Posició       | Categoria     |
| ------------------ | ------------- | ------------- | ------------- |
| 2020               | Tòquio        | 5a posició    | -81 Kg        |
| 2024               | París         | 2             | -81 Kg        |
| 2024               | París         | 1/8 final     | Equips mixt   |
| Campionat del Món  |               |               |               |
| 2021               | Budapest      | 2             | -81 Kg        |
| 2022               | Taixkent      | 1             | -81 Kg        |
| 2023               | Doha          | 1             | -81 Kg        |
| 2024               | Abu Dhabi     | 1             | -81 Kg        |
| 2025               | Budapest      | 2             | -81 Kg        |
| Campionat d'Europa |               |               |               |
| 2020               | Praga         | 1             | -81 Kg        |
| 2022               | Sofia         | 1             | -81 Kg        |
| 2023               | Montpeller    | 2             | -81 Kg        |
| 2024               | Zagreb        | 1             | -81 Kg        |
| 2025               | Podgorica     | 2             | -81 Kg        |